# Arismendi (khu tự quản)
Arismendi là một khu tự quản thuộc bang Barinas, Venezuela. Thủ phủ của khu tự quản Arismendi đóng tại Arismendi. Khự tự quản Arismendi có diện tích 7209 km2, dân số theo điều tra dân số ngày 21 tháng 10 năm 2001 là 18338 người.